# 艾蜜莉·羅絲
艾蜜莉·羅絲（英語：Emily Rose，1981年2月2日—），是一位美國女演員和配音員，她最出名的是廣受好評的電玩遊戲《秘境探險系列》裡為艾蓮娜‧費許（Elena Fisher）角色配音以及2010年的電視節目《避風港》的奧黛莉·帕克（Audrey Parker）飾演一角。

## 生平
艾蜜莉生於美國華盛頓州的連頓，有一個弟弟和妹妹，她是家中最大的長姊，也是兩個姪子和一個姪女的姑姑。2006年獲得了加利福尼亞大學洛杉磯分校藝術創作碩士學位，並畢業於南加利福尼亞先鋒大學，獲得劇場藝術學位。

## 個人生活
艾蜜莉與在華盛頓長期交往的男友戴瑞克·摩根（Dairek Morgan）於2009年12月6日結婚。2013年1月15日艾蜜莉透過Twitter宣布她正在懷孕，這條推文也包括一條YouTube懷孕公告。2013年4月30日迎來第一個兒子叫做邁爾斯·克利斯汀·摩根（Miles Christian Morgan）。2015年12月31日，艾蜜莉迎來第二個兒子叫做孟菲斯·瑞·摩根（Memphis Ray Morgan）。而2019年6月艾蜜莉迎來一個女兒叫做梅西（Mercy）。而2019年6月艾蜜莉迎來一個女兒叫做梅西（Mercy）。

## 外部連結
- 艾蜜莉·羅絲在互联网电影资料库（IMDb）上的資料（英文）
- 艾蜜莉·羅絲的X（前Twitter）
- 艾蜜莉·羅絲的Instagram帳戶